# Acinia aurata
Acinia aurata är en tvåvingeart som beskrevs av Aczel 1958. Acinia aurata ingår i släktet Acinia och familjen borrflugor. Inga underarter finns listade i Catalogue of Life.